# Lothar Friis
Lothar Friis (født 9. april 1966 i Bremen) er en dansk forhenværende elitesoldat, coach, bodyguard, karateinstruktør og sikkerhedskoordinator.
Han er samboende med den danske journalist og tv-værtinde Puk Elgaard.
Han var i Jægerkorpset i 12 år fra 1988 til 2000.
Han har medvirket i programserien på otte afsnit, Ingen kære mor, for TV 2, hvor han sammen med en flok danske forkælede unge skal overleve i en jungle.